# Zweikirche zu Rutsweiler

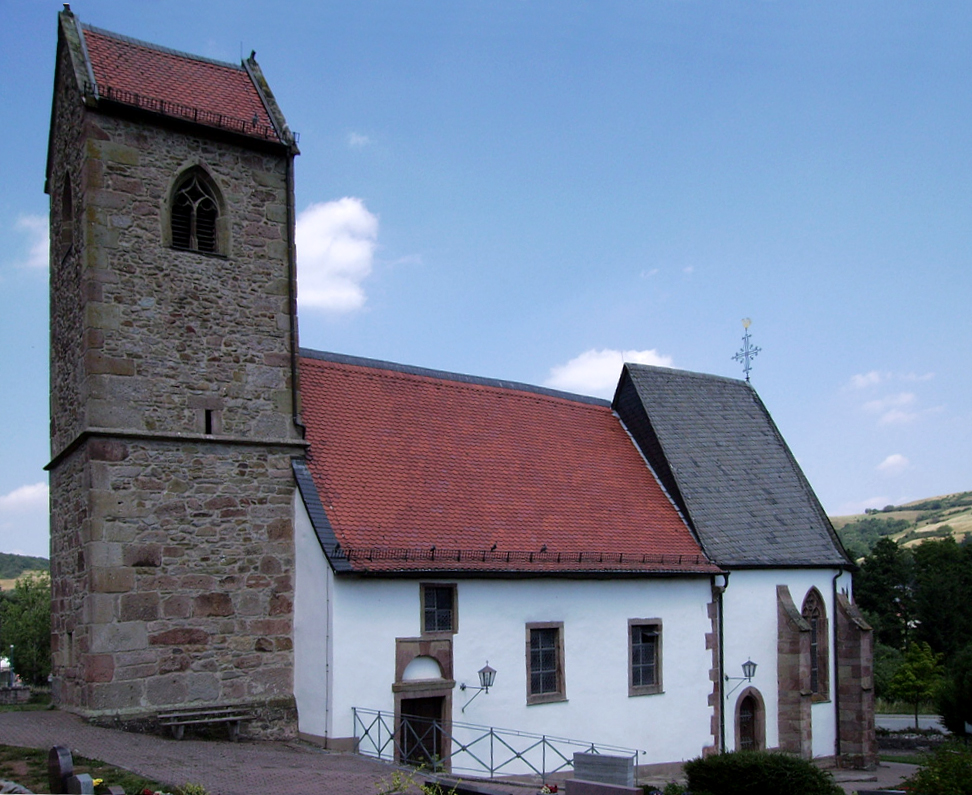
Blick vom Friedhof

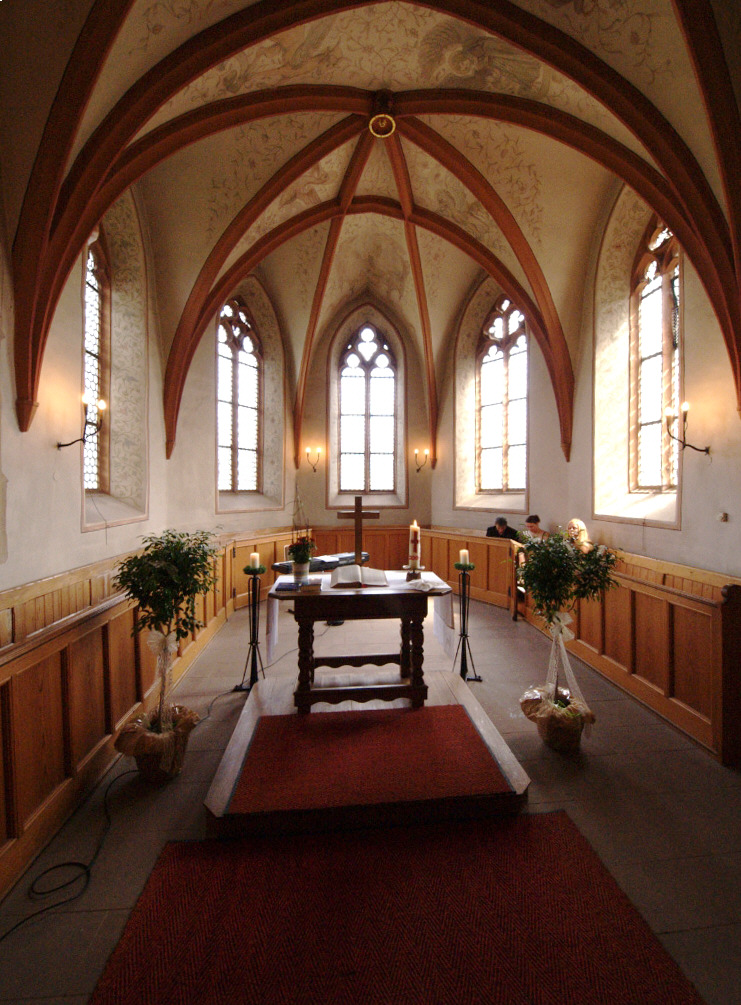
Schiff, Blick in den Chor

Die Zweikirche ist eine alleinstehende Kirche im Tal der Lauter auf der Gemarkung von Rutsweiler an der Lauter. Sie liegt direkt an der heutigen Bundesstraße 270 zwischen Rutsweiler an der Lauter und Wolfstein am Osthang des Königsberges. Die ältesten Bauteile stammen aus dem 11. Jahrhundert. Um die Kirche wurde ein Friedhof angelegt. Bis 1823 gab es auch die Ansiedlung „Zvenkirchen“, die um 1250 erstmals urkundlich erwähnt wurde. Die Zweikirche war Pfarrkirche der Dörfer links der Lauter zwischen Sulzbach und Wolfstein. Sie ist heute Filialkirche der Pfarrei Wolfstein.

## Name
Die Zweikirche wurde im 11. Jahrhundert in unmittelbarer Nähe zur St. Peterskirche des untergegangenen Ortes Allweiler erbaut. Man nimmt an, dass der Ort deshalb „zwischen den zwei Kirchen“ genannt wurde.

## Baubeschreibung
Die Zweikirche besteht aus drei Gebäudeteilen. Der mittlere Teil, das romanische Langhaus, stammt aus dem 11. Jahrhundert. Um 1320 wurde der Saalbau für einen heute nicht mehr vorhandenen Seitenaltar nach Norden hin erweitert. Erhalten haben sich ein Maßwerkfenster in der Nordwand und das Altarbild in einer Wandnische. Das Bild zeigte ursprünglich die heilige Katharina und den heiligen Nikolaus, die Heilige wurde jedoch später in eine weltliche Adlige umgewandelt, man nimmt an, dass es sich um die Stifterin Loretta von Sponheim handelt. Nach dem Bau des Chors wurde im Süden eine heute nicht mehr vorhandene Sakristei angebaut. Im 18. Jahrhundert wurden neue Fenster eingebaut und der westliche Eingang der Südseite im romanischen Stil erneuert.
Westlich des Langhauses steht ein dreigeschossiger Glockenturm, der um 1465 errichtet wurde. Im obersten Stockwerk befinden sich auf allen Seiten spitzbogige, spätgotische Fensteröffnungen. Der Turm hat ein Satteldach. Die beiden Glocken wurden 1463 und 1464 von Johannes Otto aus Kaiserslautern gegossen.
Im Osten des Langhauses befindet sich der 1501 fertiggestellte, von Strebepfeilern umgebene Chor. Er besteht aus fünf Seiten eines Achtecks. Sein Dach ist höher und steiler als das des Langhauses. In jeder Seite sind spitzbogige Maßwerkfenster eingelassen. Innen besitzt der Chor ein Rippengewölbe. Von der ursprünglichen Ausstattung sind die Sakramentsnische und der sternförmige Kanzelfuß erhalten.
Im 18. Jahrhundert wurde die Empore erweitert. Auch der Altar stammt aus dieser Zeit. Die Wandmalereien wurden zwischen 1964 und 1966 restauriert. Dabei wurden Übermalungen vorgenommen. Von den Originalmalereien sind im Chor eine Marienkrönung, die um 1500 geschaffen wurde, sowie Darstellungen von der Geburt und dem Tod Marias erhalten. Die Malereien im Langhaus stammen bis auf das Altarbild aus dem 16. Jahrhundert.

## Geschichte
Politisch gehörte die Zweikirche ursprünglich zum Reichsland um Kaiserslautern, Gerichtsort war Rothselberg. Seit dem 17. Jahrhundert gehörte das Gebiet zur Kurpfalz. Auf der Gemarkung Rutsweiler gab es insgesamt fünf heute untergegangene Dörfer. In unmittelbarer Nähe der Kirche entstand die Ansiedlung „Zvenkirchen“, die 1250 erstmals erwähnt wurde. Sie bestand bis 1823. Im Ort lag auch die Wohnung des Pfarrers.
Die Zweikirche war die Pfarrkirche der Orte am linken Lauterufer zwischen Sulzbach und Wolfstein. Die Pfarrei wurde 1250 erstmals erwähnt. Ab 1568 gab es einen evangelischen Pfarrer, 1601 erfolgte ein Wechsel zum reformierten Glauben. Heute ist die Zweikirche Filialkirche der evangelischen Pfarrei Wolfstein.